# آلن‌تاون (بوفالو)
آلن‌تاون (انگلیسی: Allentown, Buffalo) محله‌ای در بوفالو، نیویورک است. این محله درمنطقه تاریخی آلن تاون قرار دارد.
آلن‌تاون را به افتخار لوئیس اف. آلن (۱۸۰۰–۱۸۹۰) نامگذاری کردند که در آوریل ۱۸۲۷ به بوفالو آمد تا به عنوان منشی شرکت و مدیر مالی یک شرکت بیمه خدمت کند. آلن همچنین یک کشاورز بود و زمانی را برای چریدن گاوهایش می‌گذاشت، ظاهراً همسایه‌اش، توماس دی، مقداری از زمین خود را که بین شهرهای بوفالو و بلک راک قرار داشت به آلن پیشنهاد کرد و پس از آن مسیر گاوداری آلن به خیابان آلن معروف شد. قابل ذکر است که آلن یکی از بنیانگذاران انجمن تاریخی بوفالو و چمن جنگلی بود که آرامگاه وی در آن محل است. آلن با مارگارت کلیولند آلن ازدواج کرد، وی عموی رئیس‌جمهور گروور کلیولند بود. آلن برادرزاده خود را به بسیاری از افراد با نفوذ، از جمله شرکای شرکت حقوقی راجرز، بوون، و راجرز معرفی کرد، جایی که کلیولند بعداً منصبی را به دست گرفت که منجر به وکالت و ورود به سیاست شد.

## نگارخانه

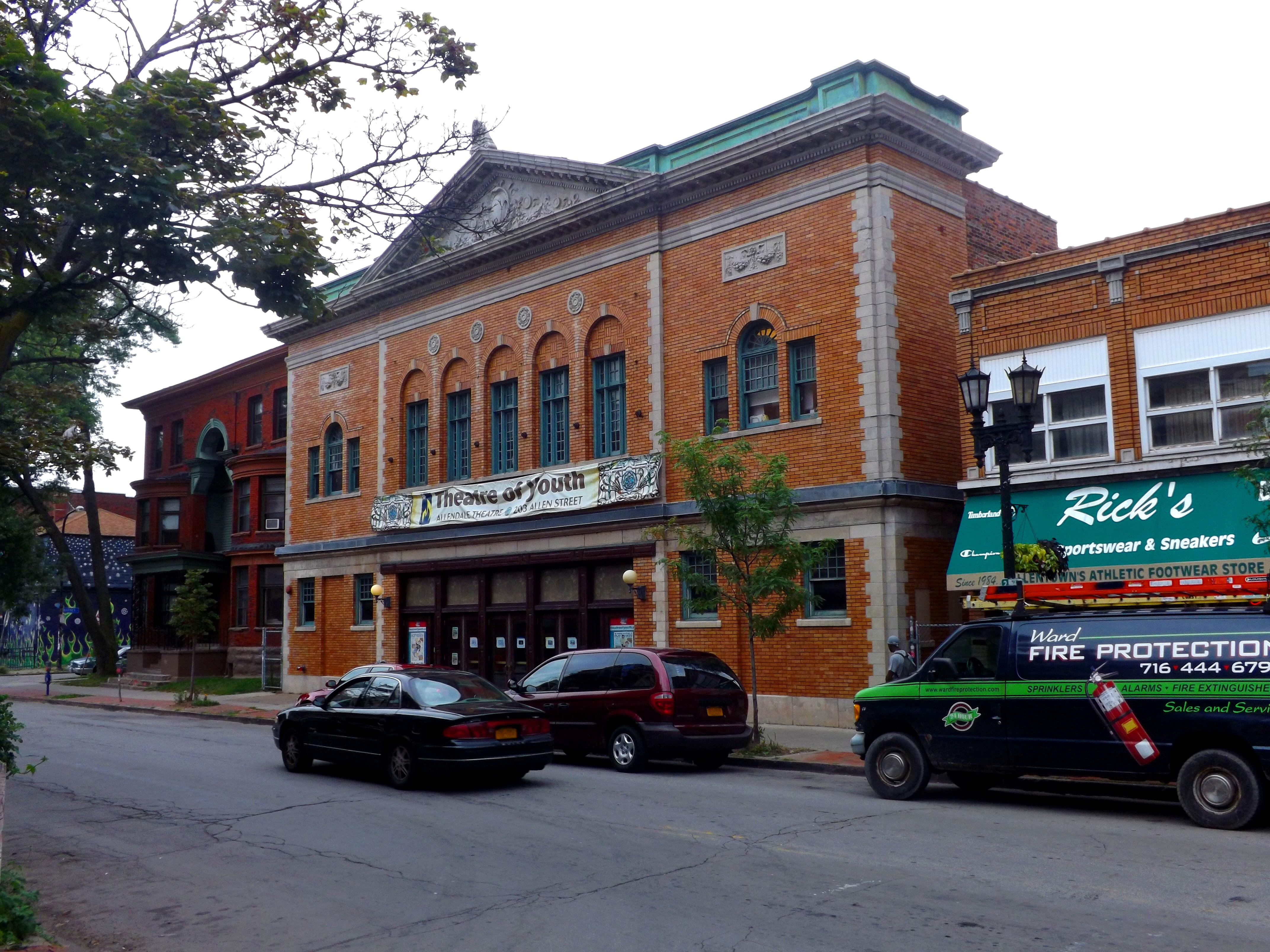
۱۹۱۳تئاتر آلندل
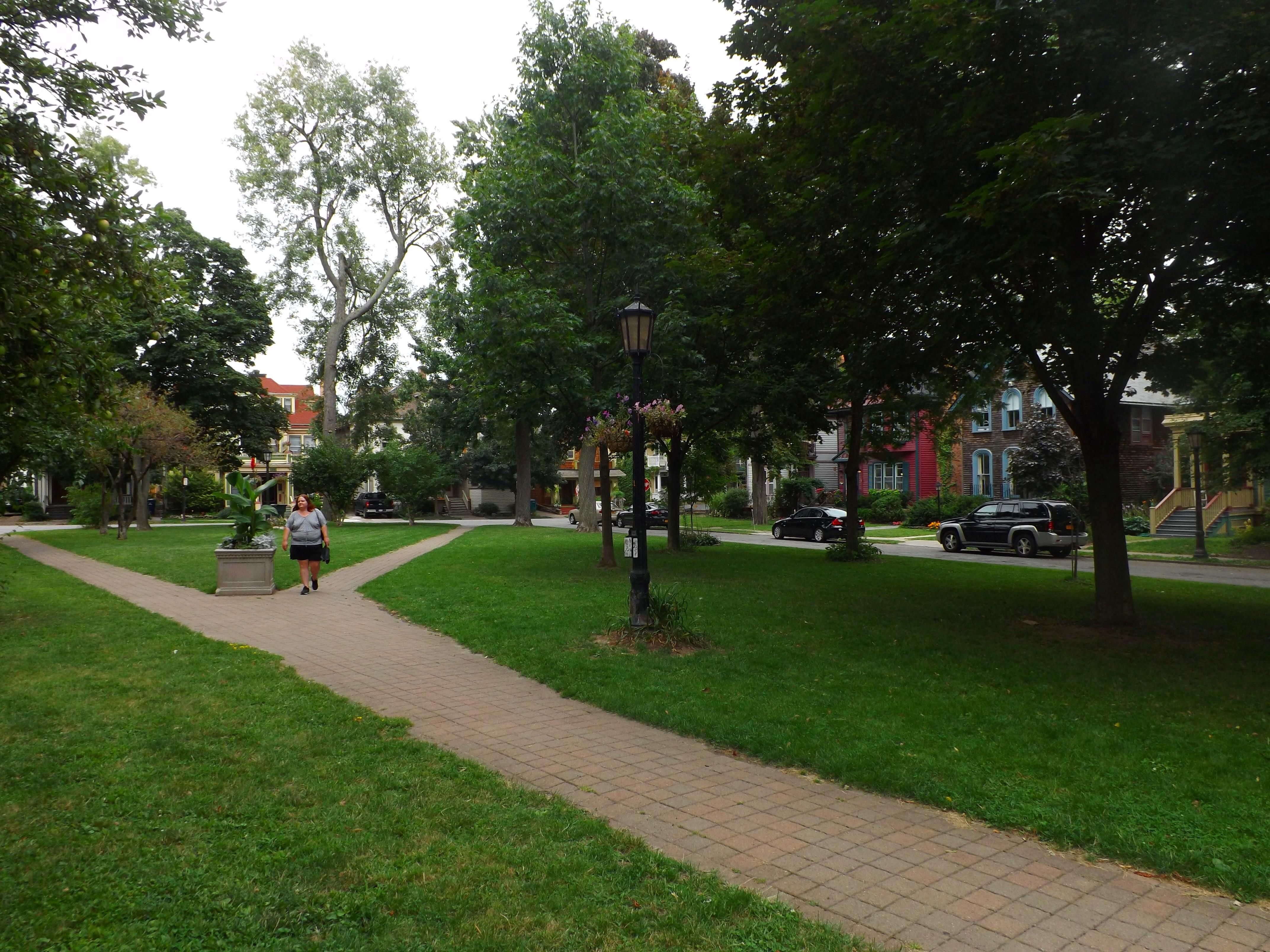
آرلینگتون پارک
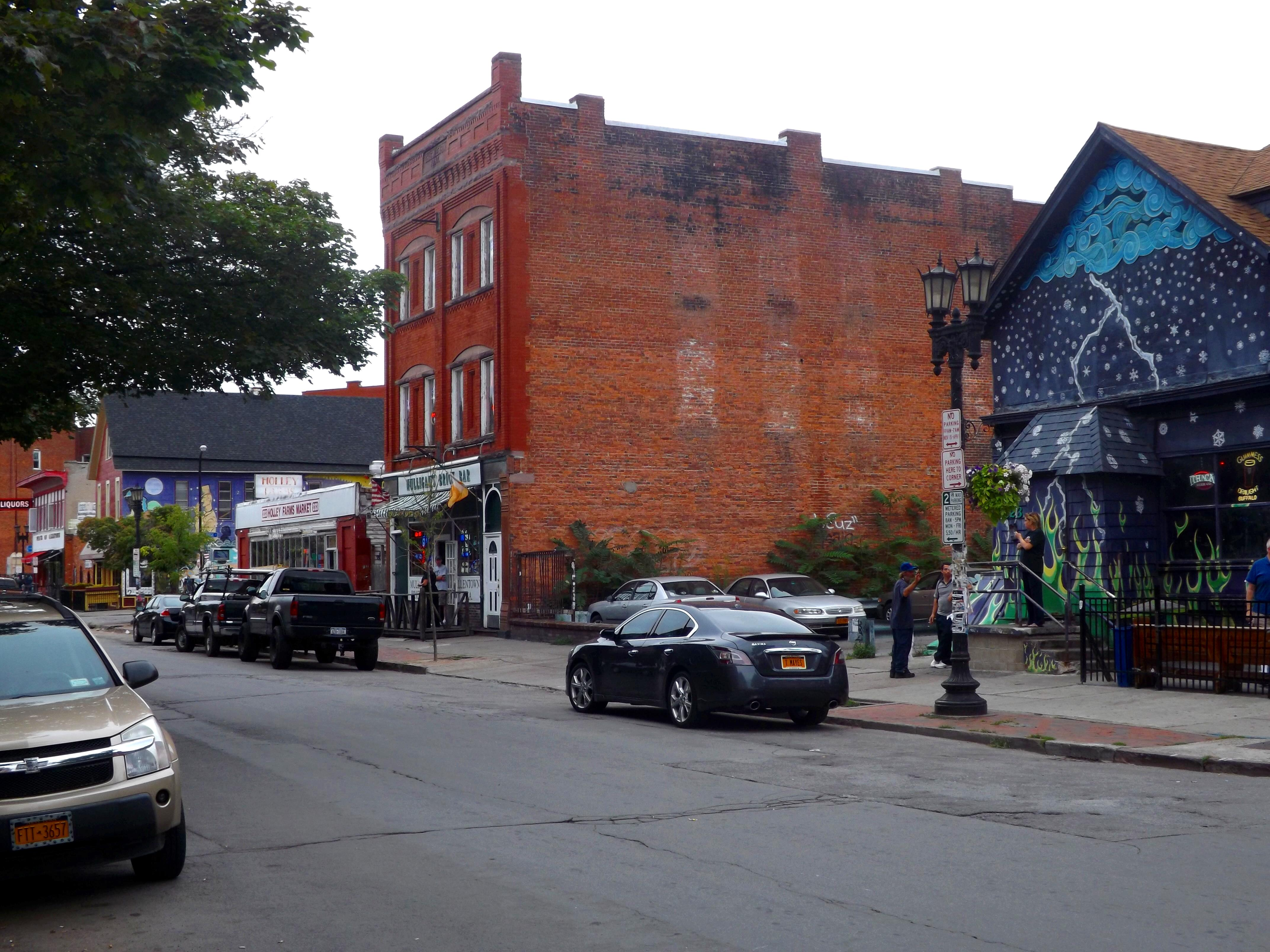
بارهای خیابان آلن
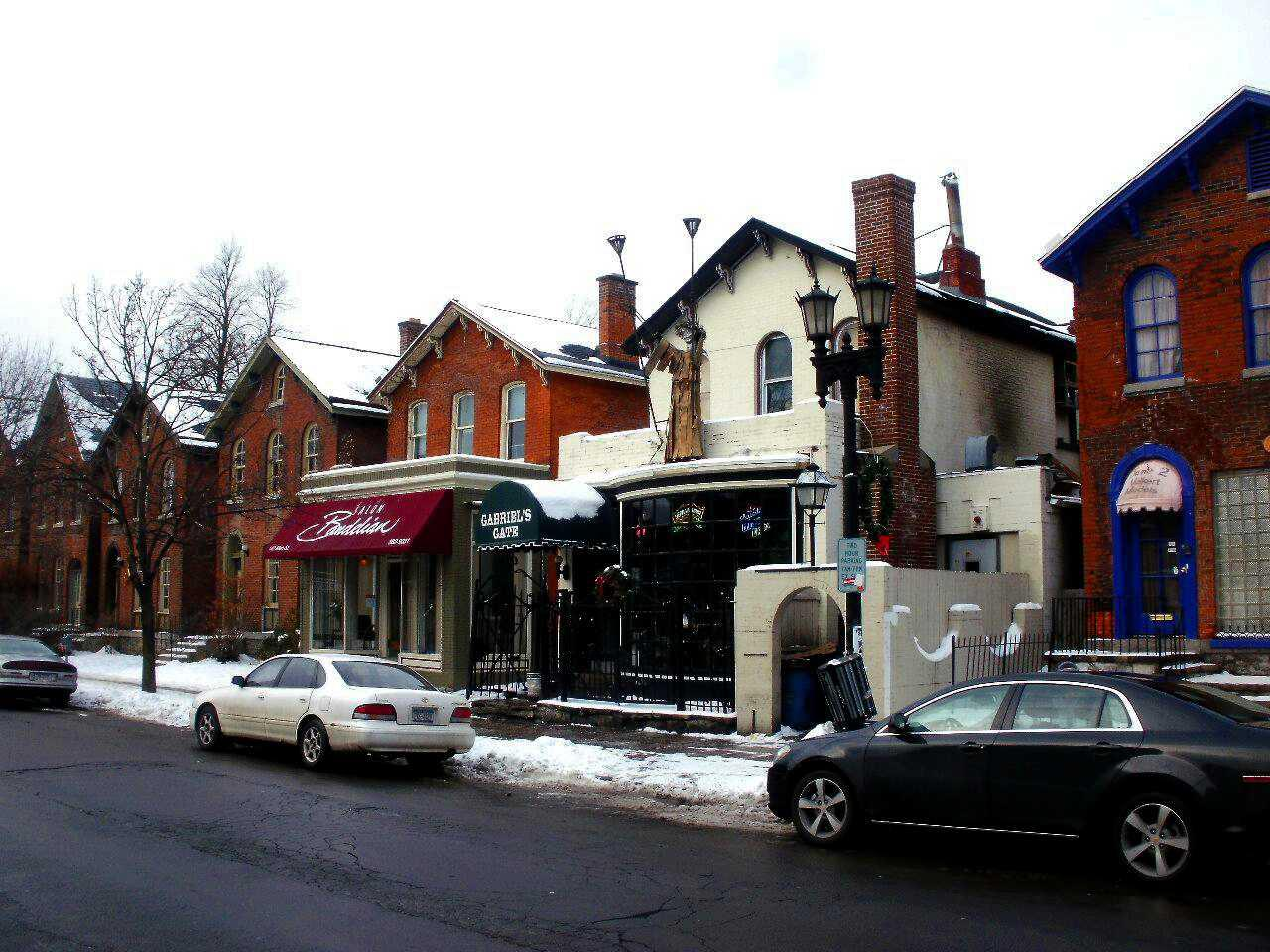
ردیف تیفتس
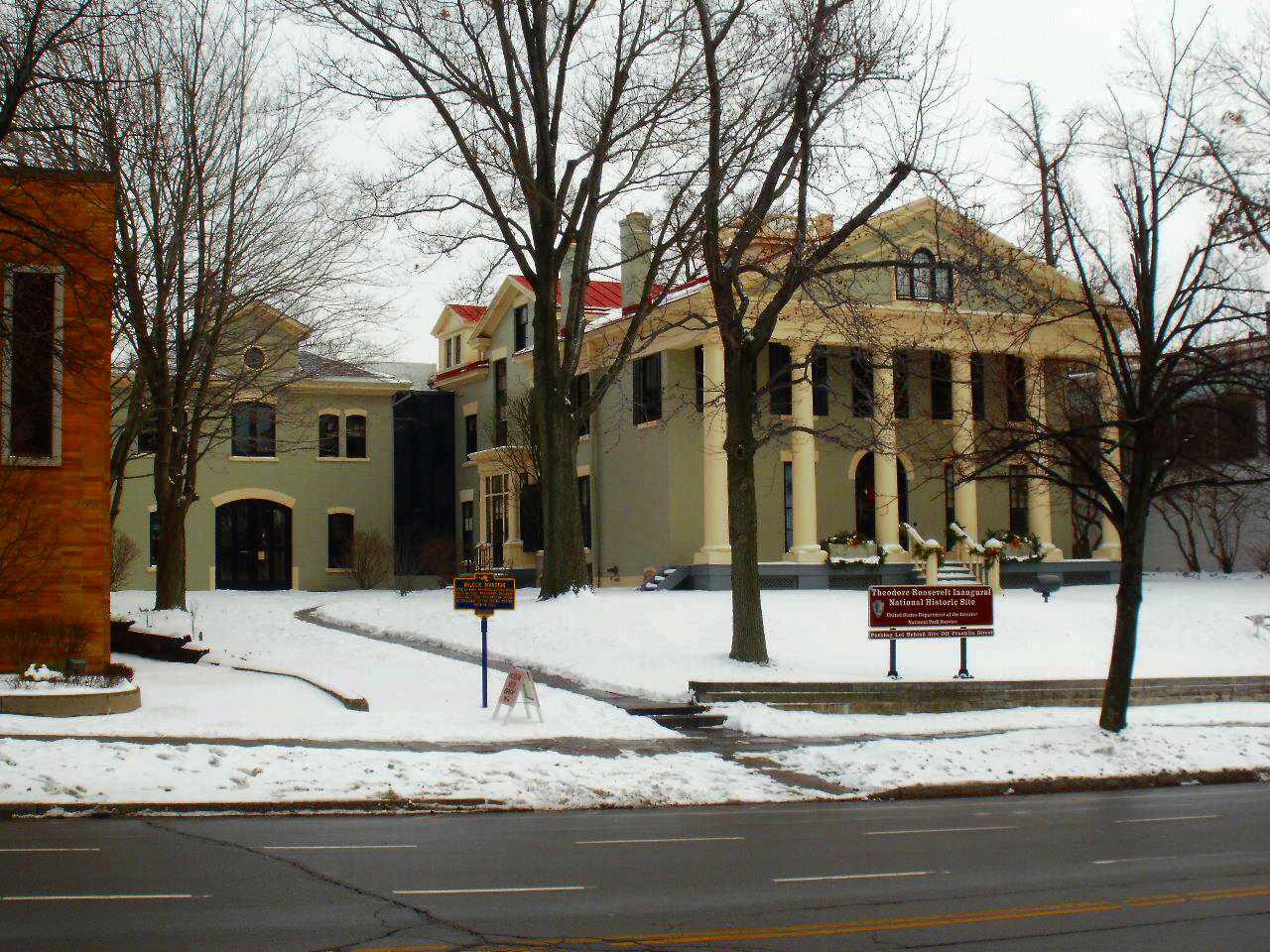
ویل کاکس منسیون
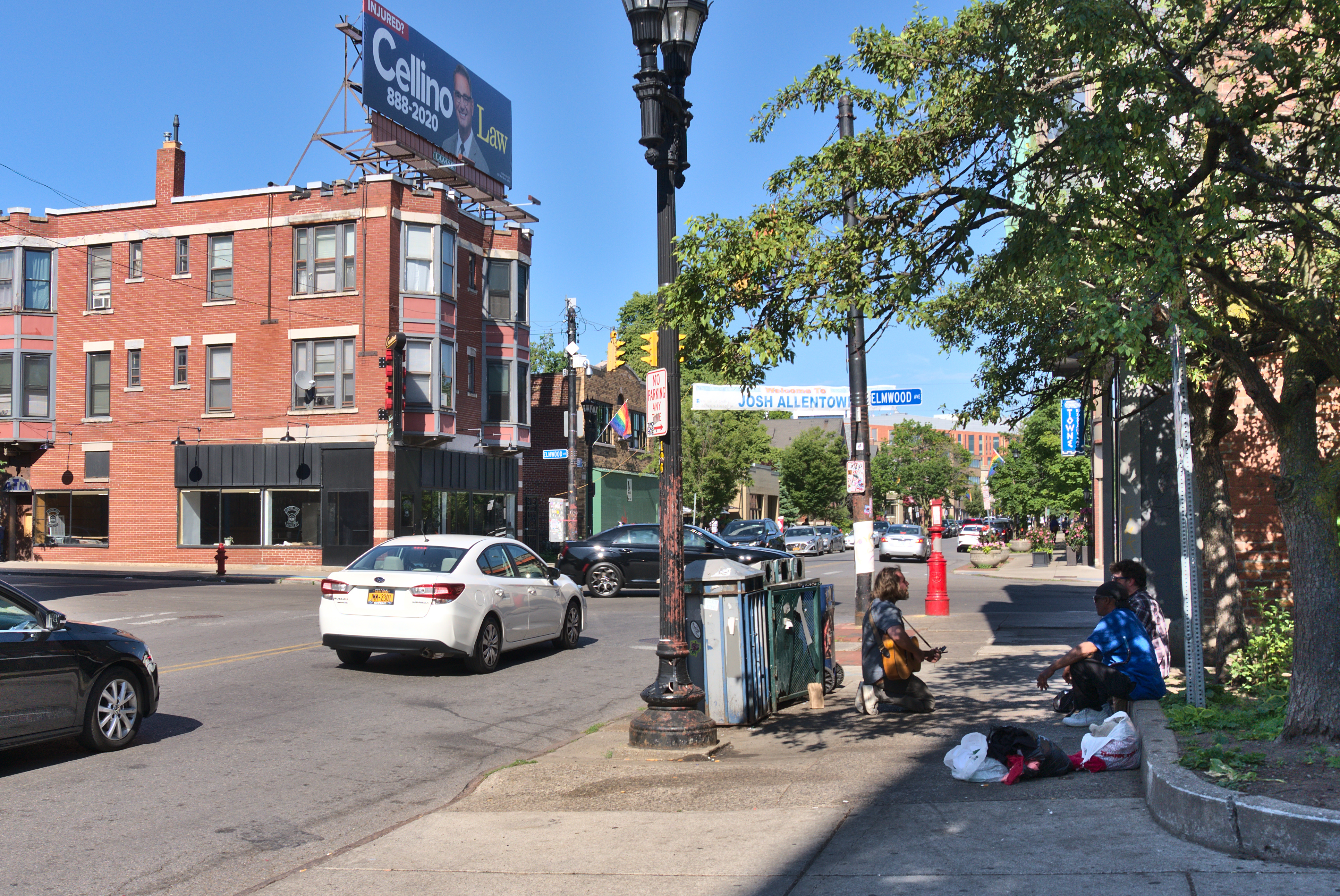
آلن در الموود
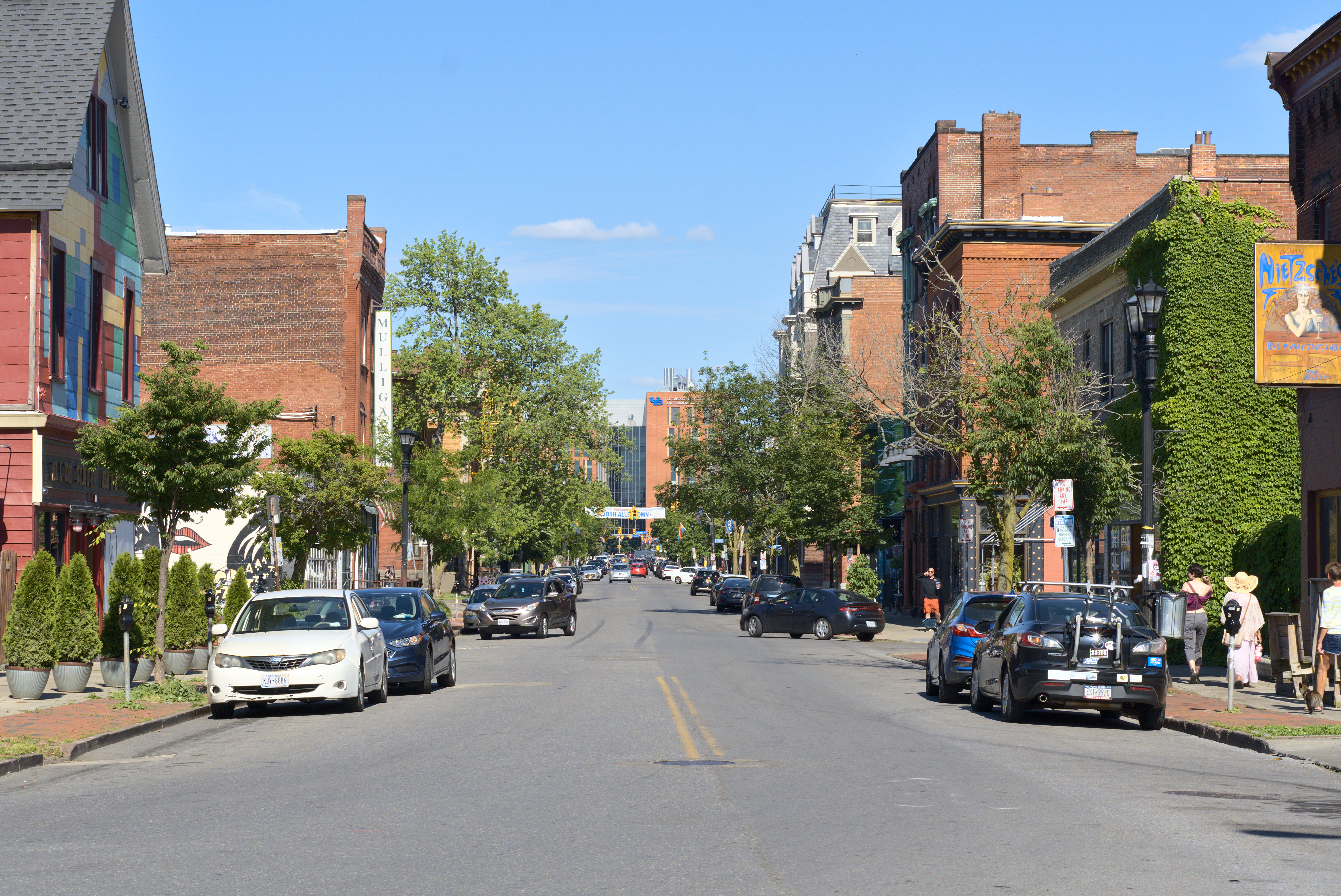
نمایی از خیابان آلن از انتهای غربی